# Jugoslaviens damlandslag i handboll
Jugoslaviens damlandslag i handboll representerade Socialistiska federativa republiken Jugoslavien i handboll på damsidan. Laget blev bland annat världsmästare 1973 och olympiska mästare 1984 i Los Angeles.

## Historia
Lag från Jugoslavien deltog i tio världsmästerskap och tre olympiska spel. Resultatet blev 6 VM-medaljer och två OS-medaljer varav ett guld vid OS 1984. Eftersom EM började spelas 1994 har Jugoslavien aldrig deltagit i ett EM.
Efter Jugoslaviens upplösning grundades landslag i de forna delrepublikerna i den federativa staten. Därefter tävlade de som de bosnisk-hercegovinska, kosovoa, kroatiska, montenegrinska, nordmakedonska, serbiska-montenegrinska, serbiska och slovenska landslagen i EM och andra mästerskap.

## Världsmästare vid VM i handboll för damer 1973
Zdenka Ištvanović, Dunja Kostić, Ana Titlić, Nadežda Abramović, Mirjana Čikoš, Jadranka Antić, Zdenka Leutar, Milenka Lukić, Ivanka Suprinović, Katica Ileš, Dragica Palaversa, Radmila Parezanović, Biserka Rosić, Mara Torti, Milka Veinović, Božena Vrbanc. Biserka Rožič; 
Förbundskapten: Vilim Tičić

## Olympiska sommarspel

### Silvermedaljörer vid OS 1980 i Moskva
Ana Titlić, Slavica Jeremić, Zorica Vojinović, Radmila Drljača, Katica Ileš, Mirjana Ognjenović, Svetlana Anastasovski, Radmila Savić, Svetlana Kitić, Mirjana Đurica, Biserka Višnjić, Vesna Radović, Jasna Merdan, Vesna Milošević; 
Förbundskapten: Josip Samaržija.

### Guldmedaljörer vid OS 1984 i Los Angeles
Svetlana Anastasovska, Alenka Cuderman, Svetlana Dašić, Slavica Dukić, Dragica Đurić, Mirjana Đurica, Emilija Erčić, Ljubinka Janković, Jasna Kolar-Merdan, Ljiljana Mugoša, Svetlana Mugoša, Mirjana Ognjenović, Zorica Pavićević, Jasna Ptujec, Biserka Višnjić.
Förbundskapten: Josip Samaržija. 

## Meriter
| - 1957 i Jugoslavien: Brons - 1962 i Rumänien: 4:a - 1965 i Västtyskland: Silver - 1971 i Nederländerna: Silver - 1973 i Jugoslavien: Guld - 1975 i Sovjetunionen: 5:a - 1978 i Tjeckoslovakien: 5:a - 1982 i Ungern: Brons - 1986 i Nederländerna: 6:a - 1990 i Sydkorea: Silver | - 1976 i Montréal: Ej kvalificerade - 1980 i Moskva: Silver - 1984 i Los Angeles: Guld - 1988 i Seoul: 4:a |